# Syringophilidae
Syringophilidae (лат.) — семейство простигматных клещей из надсемейства Cheyletoidea (инфраотряд Eleutherengona). Встречаются повсеместно. Высокоспециализированные паразиты птиц.

## Описание
Микроскопического размера клещи (менее 1 мм), которые являются постоянными облигатными паразитами, населяющими птичьи перья. Живут, питаются и размножаются внутри стержней различных видов перьев (в полости очина). Питаются тканевыми жидкостями птиц, прокалывая их хелицерами. В одном пере может быть около 100 клещей. Все представители семейства имеют заметно удлиненную идиосому со слабо склеротизованной кутикулой и относительно короткие ноги. Сирингофилиды — это моно- или олигоксеновые паразиты; большинство из них связаны с одним видом хозяина или видами одного рода; реже они встречаются на хозяевах, принадлежащим к различным семействам или даже отрядам птиц. Роды сирингофилидов в основном ограничены определенным отрядом или семействам хозяев. Обнаружены на 482 видах птиц из 95 семейств и 24 отрядов.

## Систематика
Описано около 60 родов и более 350 видов (предположительно существует 5000 видов). Семейство было впервые выделено в 1953 году на основании типового рода Syringophilus Heller, 1880, ранее входившего в семейство Myobiidae. Согласно традиционным взглядам семейство включают в надсемейство Cheyletoidea из секции Raphignathae в составе инфраотряда Eleutherengona простигматных клещей.
Для фауны бывшего СССР приводилось более 20 видов.
- Apodisyringophilus Skoracki & OConnor, 2010[5]
- Ascetomylla Kethley, 1970
- Aulobia Kethley, 1970
- Aulonastus Kethley, 1970
- Betasyringophiloidus  Skoracki
- Blaszakia  Skoracki and Sikora
- Bochkovia Skoracki & OConnor, 2010
- Bubophilus J. R. Philips & R. A. Norton, 1978
- Calamincola Casto, 1978
- Castosyringophilus Bochkov & Perez, 2003
- Charadriphilus Bochkov & Chistyakov, 2001
- Chenophila Kethley, 1970
- Ciconichenophilus Skoracki & OConnor, 2010
- Colinophilus Kethley, 1973
- Creagonycha Kethley, 1970
- Dissonus Skoracki, 1999
- Ixobrychiphilus Skoracki, Zmudzinski & Solarczyk, 2017[6]
- Kalamotrypetes S. D. Casto, 1980
- Kethleyana Kivganov, in Kivganov & Sharafat 1995
- Megasyringophilus Fain, Bochkov & Mironov, 2000
- Mironovia Chirov & Kravtsova, 1995
- Neoaulobia Fain, Bochkov & Mironov, 2000
- Neoaulonastus Skoracki, 2004
  - Neoaulonastus sidorchukae[7]
- Niglarobia Kethley, 1970
- Peristerophila Kethley, 1970
- Philoxanthornia Kethley, 1970
- Picisyringophilus Skoracki & Oconnor, 2010
- Picobia Haller, 1878
- Procellariisyringophilus Schmidt & Skoracki, 2007 (nom. nov. pro Syringonomus Kethley 1970 non Hope & Murphy, 1969)
- Psittaciphilus Fain, Bochkov & Mironov, 2000
- Selenonycha Kethley, 1970
- Stibarokris Kethley, 1970
- Syringonomus Kethley, 1970
- Syringophiloidus Kethley, 1970
- Syringophilopsis Kethley, 1970
- Syringophilus Heller, 1880
- Syringophilopsis Kethley, 1970
- Tanopicobia Skoracki, Sikora, Jerzak, Hromada, 2020[8]
- Terratosyringophilus Bochkov & Perez, 2003
- Torotrogla Kethley, 1970
- Trypetoptila Kethley, 1970